# Vystrel
Vystrel (russisk: Выстрел) er en sovjetisk spillefilm fra 1966 af Naum Trakhtenberg.

## Medvirkende
- Mikhail Kozakov som Silvio
- Jurij Jakovlev
- Ariadna Sjengelaja
- Oleg Tabakov som Belkin
- Valerij Babjatinskij som Enseigne